# Kenyentulus yayukae
Kenyentulus yayukae är en urinsektsart som beskrevs av Imadaté 1989. Kenyentulus yayukae ingår i släktet Kenyentulus och familjen lönntrevfotingar. Inga underarter finns listade i Catalogue of Life.